# Liga a III-a 2009-2010
Sezonul 2009-2010 a fost al patrulea sezon al celui de-al treilea eșalon al fotbalului românesc de la schimbarea denumirii competiției în Liga a III-a. Problemele grave financiare ale multor echipe au dus la dese schimbări în componența celor șase serii, și la amânarea startului campionatului cu o săptămână (de la 14 august, la 21 august 2009). A fost ultima ediție cu serii alcătuite din 18 echipe, urmând ca din sezonul 2010-2011, Liga a III-a să conțină șase serii de câte 16 echipe. Pentru asta, la sfârșitul acestei ediții au retrogradat echipele clasate între locurile 13 și 18 în fiecare serie, precum și cea mai slab clasată formație de pe locul 12, dintre cele șase care au ocupat această poziție. Pentru stabilirea echipei de pe locul 12 care a retrogradat, pentru fiecare serie, s-a alcătuit un clasament special numai pe baza rezultatelor obținute de echipele de pe locul 12 în jocurile cu echipele de pe locurile 1–11.
În total, au retrogradat în Liga a IV-a 37 de echipe, și au promovat în locul lor 21 de echipe învingătoare în jocurile de baraj desfășurate între formațiile câștigătoare ale campionatelor Ligii a IV-a.
În Liga a II-a au promovat doar cele șase câștigătoare ale seriilor, fiind desființat barajul ocupantelor pozițiilor secunde în urma căruia în sezoanele anterioare alte două formații mergeau în eșalonul secund.

## Seria I
1Școala de Fotbal Rădăuți s-a retras din campionat după etapa a șaptea, toate rezultatele obținute fiindu-i anulate.
2CS Gura Humorului s-a retras în retur, pierzând toate meciurile rămase de disputat cu 0-3.

## Seria II
1Oil Terminal Constanța s-a retras în retur, pierzând toate meciurile rămase de disputat cu 0-3.
2Utchim Găești s-a retras în retur, pierzând toate meciurile rămase de disputat cu 0-3.
3 Farul II Constanța a fost echipa cu cele mai puține puncte în clasamentul special, dintre echipele aflate pe locurile 12.

## Seria III
1CF Predeal a fost exclusă în retur, pentru două neprogramări, pierzând toate meciurile rămase de disputat cu 0-3.
2AFC Filipeștii de Pădure s-a retras în retur, pierzând toate meciurile rămase de disputat cu 0-3.
3Victoria Adunații Copăceni s-a retras în retur, pierzând toate meciurile rămase de disputat cu 0-3.
4Viitorul Toporu a fost exclusă în retur, pentru două neprezentari, pierzând toate meciurile rămase de disputat cu 0-3.
5Petrolul Teleajen s-a retras în retur, pierzând toate meciurile rămase de disputat cu 0-3.

## Seria IV
1 Juventus Bascov s-a retras în retur, pierzând toate meciurile rămase de disputat cu 0-3.
2 Armata Craiova s-a retras în retur, pierzând toate meciurile rămase de disputat cu 0-3.

## Seria V
1Viitorul Sânandrei s-a retras în tur, toate rezultatele sale fiind anulate.
2Progresul Gătaia s-a retras în tur, toate rezultatele sale fiind anulate.
3Retezatul Hațeg s-a retras în retur, pierzând toate meciurile rămase de disputat cu 0-3.
4Pandurii II Târgu Jiu nu a avut dreptul de a promova deoarece Pandurii Târgu Jiu se află în Liga a II-a. 

## Seria VI
1 Turul Micula s-a retras în retur, pierzând toate meciurile rămase de disputat cu 0-3.